# Rotling
Ein Rotling ist ein Wein, der aus einem Verschnitt von roten und weißen, von vornherein fürs Ineinandermischen angebauten Trauben bereitet wird. Diese dürfen beim Verschnitt bereits eingemaischt sein, müssen aber zusammen gekeltert werden. Der zartrote, häufig süße Wein ähnelt farblich dem nur aus roten Trauben gekelterten Roséwein und wird fälschlicherweise oft mit diesem gleichgesetzt. Besonders häufig ist Rotling in den deutschen Weinbaugebieten Württemberg, Baden, Franken und Sachsen sowie den Landweinbaugebieten Regensburg und Bayerischer Bodensee zu finden. Der Rotling hat seinen Ursprung in Sachsen, wo er als Schieler bezeichnet wird, eine lautliche Variante von Schillerwein wegen  seiner schillernden Farbe (ursprünglich zu schielen).

## Beispiele
- Badisch Rotgold: aus den Rebsorten Grauburgunder und Blauer Spätburgunder als Qualitätswein oder Qualitätswein mit Prädikat des Anbaugebiets Baden
- Schieler: die zur Herstellung des Weines verwendeten Trauben dürfen ausschließlich in einem bestimmten Anbaugebiet Sachsens geerntet werden und müssen aus einem Weinbau mit einem gemischten Satz stammen. Die Bezeichnung Schieler darf dann zur Angabe der Großlage, aus der die verwendeten Trauben stammen, dem  festgelegten Ortsnamen vorangestellt werden.[4]
- Schillerwein: ein Rotling als Qualitätswein oder Qualitätswein mit Prädikat des bestimmten Anbaugebiets Württemberg (in der Regel Riesling und Trollinger). Historisch gesehen ist Schillerwein ein Vorgänger des Badisch Rotgold.